# Bring your own device
Bring your own device (BYOD) - chiamato anche bring your own technology (BYOT), bring your own phone (BYOP), e bring your own PC (BYOPC), in italiano: porta il tuo dispositivo, porta la tua tecnologia, porta il tuo telefono e porta il tuo pc - è un'espressione usata per riferirsi alle politiche aziendali che permettono di portare i propri dispositivi personali nel posto di lavoro, e usarli per avere gli accessi privilegiati alle informazioni aziendali e alle loro applicazioni.
Il BYOD consente la containerizzazione, vale a dire creare due ambienti diversi sullo stesso dispositivo, con dati aziendali e dati personali (chiamate, SMS, localizzazione GPS, ecc) rigorosamente separati, fin ad avere una Virtual Machine a livello del Sistema Operativo controllata dall'IT aziendale, o nel firmware del processore (a livello hardware, al di sotto del sistema operativo), o ricorrere a soluzioni di hosted virtual desktop (HVD) o virtual mobile OS, con cui l'utente si collega alla Intranet aziendale ad applicazioni e dati che fisicamente risiedono su un server remoto.
Il termine è anche usato per descrivere le stesse pratiche applicati agli studenti che usano i loro dispositivi in ambito educativo. È stato proposto di applicare il BYOD anche in Italia al mondo della scuola per ovviare alla scarsità di dotazione informatica e l'insufficienza dei fondi pubblici.
Il termine comincia a diventare comune nel 2009, quando Intel nota che i propri dipendenti utilizzano sempre più i dispositivi personali per svolgere le loro mansioni lavorative e ipotizza che questo andamento crescerà notevolmente negli anni successivi. Già a novembre 2012 il 75% degli impiegati dei paesi emergenti, quali il Brasile, l'India e la Russia, utilizzava il proprio dispositivo al lavoro, mentre nei paesi già sviluppati il numero si aggirava intorno al 44%. Gli studi degli anni successivi hanno mostrato che l'andamento rimane in forte crescita ed è ormai inarrestabile.

## Storia

### Nascita e sviluppo
Anche se il termine è nato nel 2009, il BYOD ha iniziato ad espandersi nel 2010 nel momento in cui i CIO (chief information officer) hanno iniziato a sentire veramente la pressione dei dispositivi personali che avevano invaso il posto di lavoro. In quegli anni si stava avendo una diffusione di massa di smartphone e tablet e l'afflusso di queste nuove tecnologie, unito ad un inefficiente supporto IT da parte dell'azienda, portava i dipendenti ad utilizzare i loro dispositivi anche sul posto di lavoro. Le aziende, inizialmente, sono state costrette a rispondere bloccando l'accesso dei dispositivi personali sia alle reti che ai servizi aziendali per questioni di sicurezza, ma si sono rese conto che ormai il fenomeno non si poteva più ignorare.
I primi supporti e le prime politiche aziendali per il BYOD sono stati introdotti a partire dal 2011. Si stima che in quell'anno il 75% delle imprese avesse adottato delle politiche BYOD per un corretto e sicuro utilizzo dei dispositivi personali in azienda. Tuttavia è solo nel 2012 che il centro della scena viene occupato dalla sicurezza: erano sempre più frequenti, infatti, attacchi informatici volti a violare i dati sensibili delle aziende; gli utenti, d'altro canto, diventavano sempre più preoccupati per la loro privacy. Questi temi sono rimasti argomenti caldi per tutto l'anno finché nel 2013 la comparsa di nuove politiche e nuove tecnologie ha permesso di risolvere la maggior parte dei problemi.
Nel 2014 il BYOD si è ulteriormente evoluto permettendo agli utenti un accesso sempre più esteso: oltre a smartphone e tablet anche i laptop e i PC privati dei dipendenti potevano collegarsi in sicurezza ad una gamma sempre più ampia di servizi, applicazioni e contenuti aziendali.

### La tendenza degli ultimi anni: il BYOx
In quest'ultimo periodo il BYOD sta venendo sostituito da una più ampia serie di funzionalità detta BYOx. La ‘x’ significa everything (in italiano, tutto) e comprende:
- BYOD – bring your own device (porta il tuo dispositivo)
- BYOA – bring your own app (porta la tua applicazione)
- BYOE – bring your own encryption (porta la tua crittografia)
- BYOI – bring your own identity (porta la tua identità)
- BYOT – bring your own technology (porta la tua tecnologia)
- BYON – bring your own network (porta la tua rete)
- WYOD – wear your own device (in italiano, indossa il tuo dispositivo): si riferisce alla pratica di utilizzare nei contesti lavorativi[7] i dispositivi indossabili (wearable, in inglese) personali, come per esempio smartwatch e smartglass. Secondo un'indagine di Gartner (dicembre 2014), entro il 2017 il 30% dei dispositivi indossabili sarà discreto e completamente “invisibile” agli occhi.[8]

L'attenzione non è più solo sul singolo dispositivo ma comprende anche tutte le tecnologie indossabili, i contenuti e le applicazioni aziendali di cui un utente può usufruire. Nei prossimi anni questo settore richiederà sicuramente una grande attenzione per quanto riguarda privacy e sicurezza.

## Vantaggi e svantaggi

### Vantaggi
Il vantaggio più ovvio che un'azienda ottiene adottando politiche BYOD è una riduzione dei costi: non è più necessario l'acquisto di uno o più dispositivi per ogni dipendente dal momento che ognuno utilizza quello che già possiede. Inoltre, considerando che le persone generalmente trattano meglio gli oggetti di loro proprietà piuttosto che quelli pubblici o forniti da altri, diminuiscono anche gli eventuali costi di riparazione. Un altro aspetto da non sottovalutare è l'aggiornamento tecnologico: le società non riescono sempre a stare al passo con le nuove tecnologie; utilizzando i dispositivi dei dipendenti non si devono preoccupare di aggiornamenti frequenti e dispendiosi. Se un impiegato vuole stare al passo con la tecnologia l'aggiornamento dei dispositivi è a suo carico.
Anche per i dipendenti non mancano i vantaggi: possono scegliere di utilizzare il dispositivo con cui si sentono più a loro agio e che conoscono già. Basti pensare a un lavoratore che possiede esclusivamente dispositivi Apple: se l'azienda utilizza prodotti Microsoft egli dovrà imparare ad utilizzare sistemi operativi completamente differenti e magari si troverà a lavorare su ambienti non di suo gradimento. Il lavoro sui propri strumenti IT, di conseguenza, agevola l'approccio del dipendente al lavoro provocando meno stress e portando un aumento della sua produttività. Un altro vantaggio per il dipendente è l'utilizzo di un solo strumento invece che uno per il lavoro e uno per la vita privata.
Lavorare su strumenti personali significa utilizzare dispositivi mobili; in questo modo i dipendenti ottengono completa flessibilità: i dati aziendali diventano reperibili in ogni momento e in ogni luogo. È possibile quindi lavorare in ufficio come a casa e nei tempi che si desidera. Se un dipendente non termina il lavoro quotidiano in ufficio, ad esempio, può sempre portare a termine il lavoro da casa. Questo, unito ai vantaggi precedenti, fa sì che un'organizzazione che utilizza politiche BYOD incrementa la produttività dei suoi impiegati e diventa più attraente per coloro che sono in cerca di lavoro.

### Svantaggi
Anche se la possibilità di consentire al personale di lavorare in qualsiasi momento da qualsiasi luogo e su qualsiasi dispositivo offre vantaggi reali, porta anche rischi significativi. È fondamentale per le aziende mettere in atto misure di sicurezza per proteggere dati, servizi e informazioni sensibili. Ad esempio nel 2012 IBM ha proibito ai suoi 400.000 dipendenti l'uso di Dropbox e Siri a causa dei rischi che avrebbero rappresentato per la sicurezza dei dati.
Sono innumerevoli i casi in cui gli utenti perdono o divulgano dati aziendali. Se un dipendente utilizza il suo smartphone per accedere alla rete aziendale e perde il telefono, chiunque lo trova potrebbe leggere e utilizzare i dati presenti sul dispositivo. Se poi un impiegato vende il suo tablet o il suo smartphone senza una corretta pulizia del contenuto, cede tutte le informazioni a cui aveva accesso ad un utente sconosciuto. Un altro tipo di violazione della sicurezza si verifica quando un dipendente si licenzia senza restituire i suoi dispositivi o senza una corretta pulizia degli stessi: in questo caso le applicazioni aziendali e altri dati rimangono accessibili anche se non lo dovrebbero più essere. Consideriamo il caso in cui un dispositivo sia dato in mano ai famigliari del dipendente: può capitare che i bambini che giocano con questi strumenti pubblichino involontariamente delle informazioni riservate via e-mail o attraverso altri mezzi come Dropbox.
Una buona policy di sicurezza vuole che dispositivi come notebook e smartphone siano protetti da password personali dell'utente, cui si aggiunge un secondo livello di sicurezza dato dalla cifratura di tutti i dati, sia fermi (salvati in locale o su memorie esterne) che in transito. Non sempre questa soluzione elimina tutte le vulnerabilità: i dispositivi potrebbero essere esposti ad attacchi informatici; l'azienda deve proteggere se stessa, e quindi l'utente, da questo tipo di minacce. Tradizionalmente, se il dispositivo era di proprietà dell'organizzazione, era l'organizzazione stessa che dettava gli scopi di utilizzo dei dispositivi; in questo modo si poteva limitare la navigazione solo su reti aziendali o su siti pubblici sicuri. Con il BYOD, invece, non è più possibile imporre queste limitazioni: i dipendenti sono liberi di collegarsi sia alle loro reti private che alle reti pubbliche e possono visitare liberamente i siti internet. Questo comporta un rischio per gli utenti tanto quanto per l'azienda, perché, se il dispositivo in questione viene infettato da un malware, sono esposti sia i dati privati che quelli aziendali. I reparti IT delle organizzazioni che supportano BYOD devono essere pronti a fornire dei sistemi necessari per impedire la violazione dei dispositivi e a tenere tali sistemi costantemente aggiornati. Il problema è la vastità di dispositivi sul mercato: applicare sistemi di sicurezza a PC, tablet o smartphone, tutti con sistemi operativi e versioni differenti, comporta un grande carico di lavoro amministrativo; le imprese hanno bisogno di un efficiente sistema di gestione dell'inventario che tiene traccia di quali dispositivi i dipendenti utilizzano e di quali software essi sono dotati. Le organizzazioni senza una politica BYOD hanno il vantaggio di poter scegliere tutti i dispositivi di uno stesso modello o comunque compatibili tra loro. Viceversa, le organizzazioni con una politica BYOD non possono neanche limitare il numero di dispositivi supportati perché questo è in contrasto con l'obiettivo di consentire agli utenti la completa libertà di scelta del loro dispositivo.
Diversi mercati e politiche sono emersi per affrontare i problemi di sicurezza BYOD, tra cui la gestione dei dispositivi mobili (Mobile device management, MDM): questa consente di eliminare da remoto i dati di natura sensibile in caso di furto o smarrimento di un dispositivo, la formattazione dei dispositivi disattivati, la revoca dei diritti di accesso quando il rapporto con l'utente finale passa da dipendente a ospite o quando un dipendente viene licenziato. La ricerca però ha rilevato numerose controversie relative alla responsabilità della pulizia dei dispositivi dopo che i dipendenti hanno lasciato l'organizzazione: non è sempre facile stabilire il confine tra l'ambito privato e quello lavorativo quindi non è immediata la scelta dei servizi e dei dati da rimuovere. Sono da aggiungere numerosi problemi di violazione della privacy: sempre per questioni di sicurezza, l'azienda potrebbe monitorare il traffico dei dati e i siti visitati dai dipendenti; questo però non garantisce nessun tipo di privacy al lavoratore che si vedrebbe costretto a consegnare all'azienda anche dati che vorrebbe mantenere nascosti (come il download di film piratati). Altre informazioni che verrebbero consegnate alle organizzazioni sono le credenziali utilizzate per accedere a siti o social network.
Da quanto descritto in precedenza è evidente che sono fondamentali dei contratti tra organizzazioni e dipendenti che stabiliscano esattamente quali sono le informazioni aziendali sensibili, quali responsabilità hanno entrambe le parti e quali diritti hanno. Altrettanto fondamentale, e non scontata, è l'istruzione dei dipendenti riguardo a queste politiche. Una ricerca internazionale del 2013 rivela che solo il 20% dei dipendenti ha firmato una politica BYOD.
Apparentemente, molta attività BYOD non viene gestita. Tra gli impiegati che adottano la politica BYOD, il 18% afferma che i dipartimenti IT della loro azienda non sanno che ne fanno uso, mentre un ulteriore 28% dei rispondenti al sondaggio di Logicalis afferma che i dipartimenti IT della loro azienda attivamente ignorano il fatto, per un totale di circa 46% di attività BYOD non gestita.
Un altro importante problema di BYOD riguarda la capacità e la scalabilità. Molte organizzazioni oggi sono carenti di una vera e propria infrastruttura per gestire il largo traffico che viene generato quando molti dipendenti utilizzano tanti dispositivi allo steso tempo. Oggigiorno, gli impiegati usano dispositivi mobili come dispositivi primari ed esigono prestazioni di rete a cui sono abituati. I primi smartphone non utilizzavo molti dati ed era facile per una rete WLAN gestire tale ammontare di dati, ma gli smartphone di oggi possono accedere a pagine web tanto velocemente quanto dei PC ed hanno applicazioni che utilizzano segnali radio ad alte larghezze di banda, causando quindi un aumento di carico sull'infrastruttura WLAN.
Infine, c'è confusione riguardo al rimborso per l'utilizzo di un dispositivo personale. Una recente sentenza di tribunale in California ha sottolineato la necessità di un rimborso se un dipendente richiede di utilizzare il proprio dispositivo personale per lavoro. In altri casi, aziende possono aver problemi a gestire le implicazioni tassative legate al rimborso o come gestire il rimborso stesso legato all'utilizzo di un dispositivo personale.

## Il COPE: approccio opposto al BYOD
Nell'ambito della mobilità aziendale troviamo un approccio opposto al BYOD, il “corporate-owned, personally enabled” (in italiano: di proprietà aziendale, abilitato all'uso personale) noto come COPE. Il BYOD non è così agevole come ci si aspettava; le aziende si trovano a dover gestire una vastità di applicazioni, di modelli e di dispositivi molto differenti l'uno dall'altro, senza contare le problematiche legate alla sicurezza dei dati e alla privacy dei dipendenti. L'approccio COPE risolve parzialmente alcuni di questi problemi. Con questa politica è l'azienda che si deve occupare dell'acquisto dei dispositivi da fornire ai propri dipendenti; i dispositivi saranno abilitati anche all'uso personale consentendo tutte le funzionalità di un normale dispositivo privato. Così facendo l'azienda si trova a gestire dispositivi tutti simili tra loro guadagnando una significativa semplificazione della gestione IT. Un ulteriore problema risolto riguarda la gestione da remoto: il dispositivo è in tutto e per tutto di proprietà aziendale quindi, in caso di furto, l'organizzazione avrà i permessi per eliminare da remoto tutti i dati contenuti sul dispositivo senza incorrere in sanzioni e senza violare la privacy dei propri dipendenti.

## BYOD nell'ambiente educativo scolastico
Alcune industrie stanno adottando BYOD più velocemente di altre. Uno studio di Cisco afferma infatti che l'industria dell'educazione ha la più alta percentuale di persone che utilizza BYOD per il lavoro, al 95,25%.
Anche se in questo caso si parla principalmente di adozione da parte di docenti, sono stati effettuati studi relativamente all'utilizzo di BYOD da parte degli studenti nell'ambiente educativo scolastico.

### BYOD per una educazione più ecologica e sostenibile
Green Informatics (informatica "verde") o Green Computing sono accezioni comuni in ambiente ICT e descrivono l'utilizzo di tecnologie di informazione e comunicazione nell'interesse dell'ambiente naturale e delle risorse naturali promuovendo sostenibilità e sviluppo sostenibile. Green Computing è l'utilizzo di computer e delle loro risorse in maniera ambientalmente responsabile ed ecologica. Utilizzando una politica BYOD, le istituzioni possono supportare un'educazione ecologica nei modi seguenti:
- Riduzione nel numero totale di dispositivi che vengono utilizzati: quasi tutti gli studenti di superiori o universitari dispongono di un laptop oggigiorno. Ogni ambiente scolastico è fornito di un laboratorio informatico. Implementando una politica BYOD, anziché utilizzare due dispositivi, ogni studente ne utilizzerebbe uno solo, portando ad un sostanzioso risparmio energetico.
- Riduzione nell'utilizzo di carta e stampanti: il materiale per l'insegnamento ed altri dati che devono essere condivisi con gli studenti sono salvati in un server centralizzato o sul cloud. Gli studenti possono accedere a questi dati direttamente attraverso i propri dispositivi. In questo caso non è perciò richiesto procurare ad ogni studente copie stampate del materiale scolastico. Questo semplifica inoltre la condivisione dell'informazione.
- Limitazione del numero di dispositivi dismessi: se i dispositivi non sono di proprietà personale, vengono utilizzati con meno cura da parte degli utenti. Questo è il motivo principale per cui i computer utilizzati nei laboratori di scuole ed università richiedono manutenzione regolare e devono essere rimpiazzati frequentemente. Dismettere questi dispositivi é un grosso problema per l'ambiente poiché risulta complicato il loro smaltimento. Se gli studenti portassero i propri dispositivi sarebbero più attenti nel loro utilizzo ed il numero di dispositivi scartati verrebbe limitato.[23]